# Anderson Andrade Antunes
Anderson Andrade Antunes (sinh ngày 15 tháng 11 năm 1981) là một cầu thủ bóng đá người Brasil.

## Sự nghiệp câu lạc bộ
Anderson Andrade Antunes đã từng chơi cho Mito HollyHock, Sagan Tosu, Shimizu S-Pulse, Yokohama FC và Roasso Kumamoto.